# Antibiotic glicopeptidic

Structura chimică a vancomicinei

Antibioticele glicopeptidice reprezintă o clasă de medicamente antibiotice de origine bacteriană, care sunt din punct de vedere chimic peptide ciclice sau policiclice glicozilate. Printre cele mai importante glicopeptide antimicrobiene se numără: vancomicină, teicoplanină, telavancină, oritavancină, dalbavancină, ramoplanină și decaplanină.

## Mecanism de acțiune
Antibioticele glicopeptidice inhibă sinteza peretelui celular bacterian, în mod similar antibioticelor beta-lactamice.